# قره‌حسنلو (نمین)
قره‌حسنلو روستایی است که در استان اردبیل، شهرستان نمین، بخش ویلکیج، دهستان ویلکیج مرکزی قرار دارد.

## جمعیت
بر اساس سرشماری سال ۱۳۸۵ جمعیت این روستا ۳۱۳ نفر با ۶۵ خانوار بوده‌است. اسم روستا به معنی حسنلوی بزرگ قره در ترکی به معنای بزرگ گفته می‌شود. در لغت نامه دهخدا چاپ سال ۱۳۱۰ هجری شمسی چنین آمده‌است که قره حسن لو. [ق َ رَ ح َ س َ] (اِخ) دهی جزء بخش نمین شهرستان اردبیل در ۸ هزارگزی شوسه اردبیل به آستارا. موقع جغرافیایی آن جلگه معتدل است. سکنه آن ۳۲۹تن. آب آن از چشمه و محصول آن غلات، حبوبات و شغل اهالی زراعت و گله داری و صنایع دستی زنان قالی بافی است. راه مالرو دارد.
این روستا با مرکز استان ۹ کیلومتر فاصله دارد و از شهرستان نمین حدود ۲۵ کیلومتر و از شهر جدید آبی بیگلو ۱۰ کیلومتر فاصله داشته و از سال ۸۲ به علت خشک شدن چاه‌های عمیق کشاورزی جزو روستاهای دیم کشت محسوب می‌شود شغل بیشتر اهالی دامداری و دامپروری می‌باشد.
بر اساس سرشماری سال ۱۳۸۵ جمعیت این روستا ۳۱۳ نفر با ۶۵ خانوار بوده‌است.
طبق آخرین آمار سرشماری نفوس و مسکن روستا دارای ۸۳ خانه می‌باشد که ۹۰ درصد خانه‌ها دارای سکونت هستش و جمعیت روستا حدود ۳۲۴ نفر است
جاده اصلی اردبیل به چنگل توریستی فندقلو از سمت شمالی این روستا می‌گذرد و همه ساله مسافران زیادی رو به سمت این منطقه توریستی بکر بدرقه می‌کند
با مساعدت‌های امور آب استان مشکل آب آشامیدنی روستا حل شده ولی همچنان مشکل آب کشاورزی روستا وجود دارد که باعث شده زمین‌های کشاورزی به صورت لم یزرع قرار گیرد و اهالی با مشکل بیکاری مواجه شوند که علی‌رغم پیگیری‌های زیاد از طرف شورای اسلامی و دهیاری روستا تاکنون حل نگردیده لازم است ذکر شود که روستا از سد سقزچی (بزرگ‌ترین سد خاکی کشور) حق آبه مصوب دارد که نیازمند یاری مسئولان عزیز برای تخصیص و کانال کشی می‌باشد.
متأسفانه علی‌رغم اینکه ۱۵۰ هکتار از مراتع روستا جهت ایجاد منطقه آزاد به دولت واگذار شده اقدام مؤثری جهت ایجاد منطقه آزاد (که باعث رشد و شکوفایی منطقه و حل قسمتی از مشکلات بیکاری جوانان می‌شود) صورت نگرفته که این امر موجبات دلسردی بیشتر اهالی را فراهم کرده‌است. متأسفانه باقی مانده مراتع روستا بدون در نظر گرفت معیشت و شغل اهالی روستا جهت ایجاد کارخانه‌های مختلف به بخش خصوصی واگذار می‌شود و هیچ گونه زیر ساختی جهت تغییر شغل اهالی که شغل دامداری دارند صورت نگرفته که با رویه کنونی میزان بیکاری و همچنین مهاجرت به شهر افزایش خواهد داشت. که معظلی بسیار بزرگ خواهد بود. از مسیولین محترم منابع طبیعی انتظار می‌رود که برای واگذاری مراتع به صنعت، مراتع سایر روستاها را نیز در نظر داشته باشند تا لطمه ای بیش از این به پیکره درآمد و معیشت این روستا وارد نشود.
به تازگی کارخانه فولادی نیز در جوار روستا در حال احداث است که به علت قرارگیری محدوده ساخت این پروژه در تپه ای باستانی با قدمت سه هزار ساله خالی از اشکال نیست به نحوی که در کوتاه مدت باعث نابودی تمام و کمال این آثار خواهد شد، و همچنین مشکلات زیست‌محیطی و همچنین نحوه تأمین آب مورد نیاز این پروژه جای تأمل دارد. چرا که آب مورد نیاز صنایع فولاد بسیار زیاد بوده و فاضلاب شهری اردبیل توان پشتیبانی آن را ندارد.
به همت دهیاری و شورای اسلامی و با همکاری بنیاد مسکن عملیات اصلاح راه روستایی به صورت ۳۵ درصدی صورت گرفته و باقی مسیر نیازمند تزریق بودجه است. و همچنین پارکی برای تفریح کودکان احداث گردیده که جا داره از زحمات این عزیزان هم نهایت تشکر رو به جا بیاریم